# Хасигути Гоё
Хасигути Гоё (яп. 橋口 五葉, 21 декабря 1880 - 24 февраля 1921) — японский художник направления cин-ханга.

## Ранний период творчества
Хасигути родился в префектуре Кагосима. Его отец, Хасигути Канэмидзу был самураем и художником-любителем в стиле сидзё, поощряя художественные способности сына, он нанял учителя в стиле живописи Кано в 1899 году, когда Киёси было только десять лет. Киёси принял имя Гоё во время обучения в Токийской Школе искусств, которую окончил в 1905 году, став лучшим в своем классе. Кроме традиционной японской живописи интересовался западными художественными стилями, обучаясь их владению у Куроды Сэйки. Имя Гоё («пять сосновых иголок») было выбрано из-за его любви к соснам, растущим в саду отца.
Его первая крупная работа — создание иллюстраций для романа Нацумэ Сосэки «Я - кошка» в 1905 году. После этого он участвовал также в оформлении книг других японских авторов: Футабатэя Сэмэя, Утиды Роана, Мориты Сохэя, Дзюнъитиро Танидзаки, Нагаи Кафу и Кёки Идзуми.
В 1907 году Гоё завоевал признание на первой выставке Бунтэн, где была представлена масляная живопись укиё-э, но последующие показы его работ не получили общественного признания, принеся некоторое разочарование. В 1911 году к художнику вновь возвращается интерес после того, как он спроектировал постер в стиле укиё-э для универмага Мицукоси. Затем Гоё принялся серьёзно изучать классическое укиё-э по книгам, оригиналам и репродукциям, написав несколько статей об Утамаро, Хиросигэ и Судзуки Харунобу. С 1914 года, слабый телом и страдающий от авитаминоза, он способствовал появлению статей по различным исследованиям укиё-э в журнале «Бидзуцу синпо» («Новости искусства»).
В 1915 году, по настоянию издателя син-ханги Ватанабэ Сёдзабуро, он занялся созданием гравюры, с участием профессиональных резчиков и печатников, находящихся под началом Ватанабэ. Результатом стала качественная гравюра «Купание» (Юями), Ватанабэ предлагал художнику продолжить сотрудничество, но у Гоё были другие планы: в 1916—1917 годах он взял на себя контроль за репродукциями для 12 томов под названием «Японские цветные гравюры» (Ямато Нисики-э), и в процессе труда хорошо ознакомился с мастерством резчиков и печатников. В то же время он рисует с живых моделей. С 1918 года вплоть до своей смерти, наняв ремёсленников, он лично руководил резьбой, печатью и публикацией своих работ, создав за это время ещё тринадцать гравюр — четыре пейзажа, одну картину с изображением уток и восемь рисунков женщин.

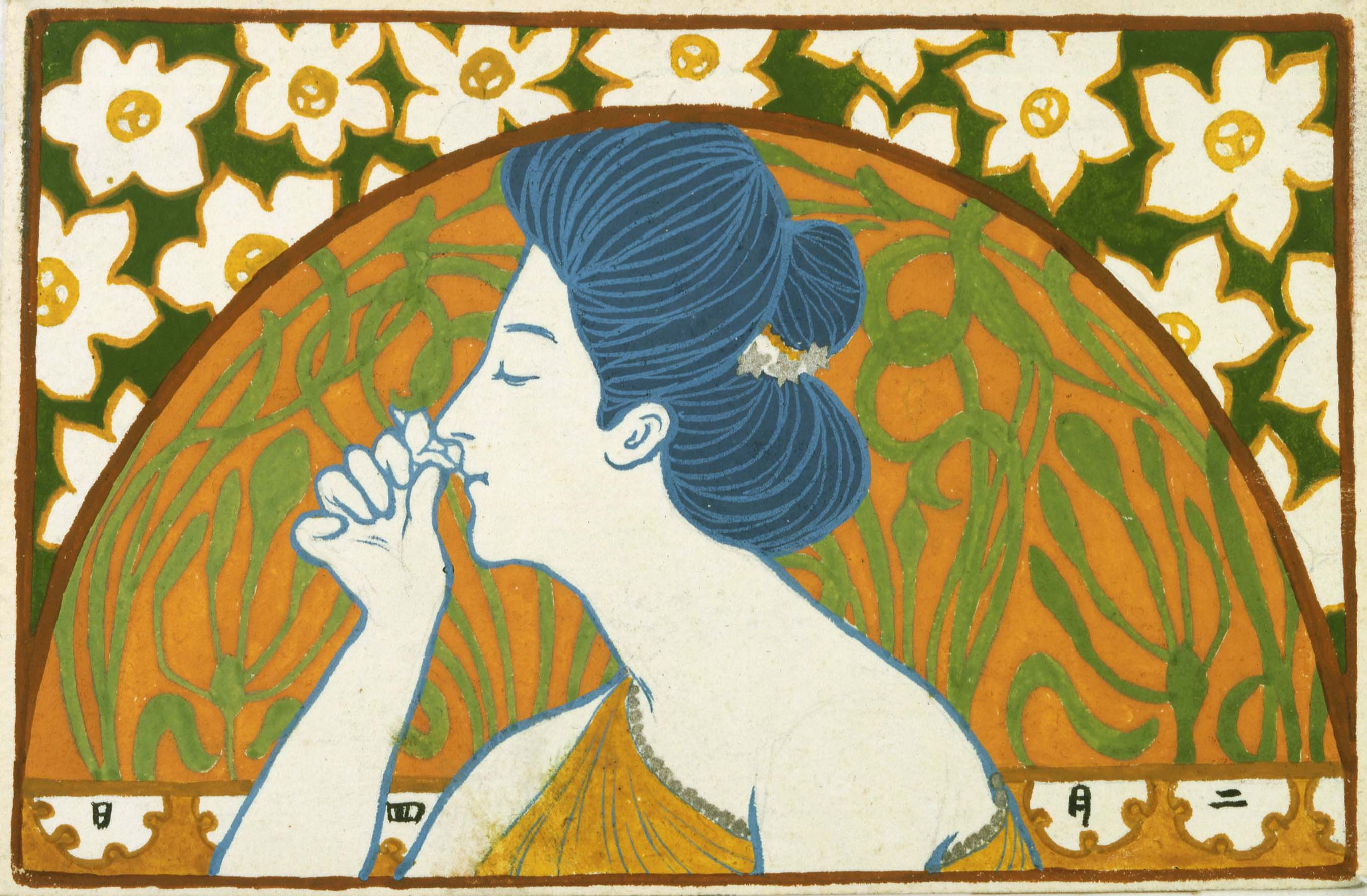
«Женщина, нюхающая цветок», открытка, 1905 год
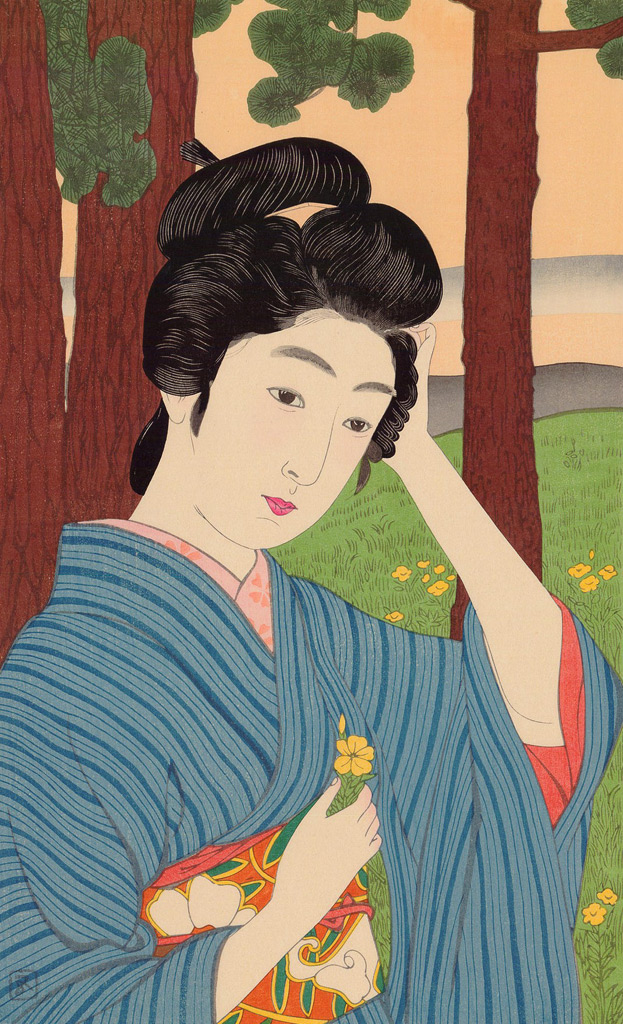
Женщина в роще, 1910 год
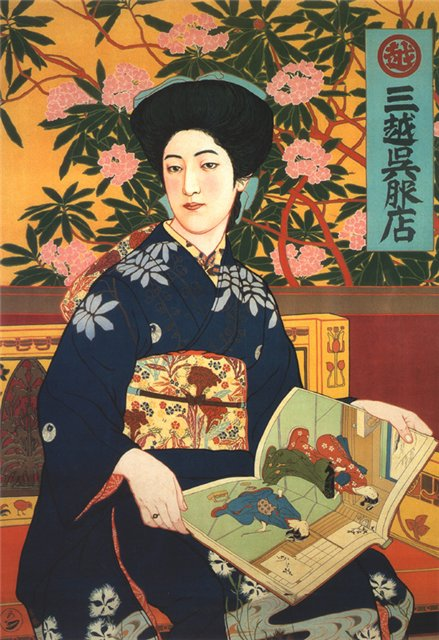
Постер Гоё для универмага Мицукоси в жанре укиё-э, 1911 год
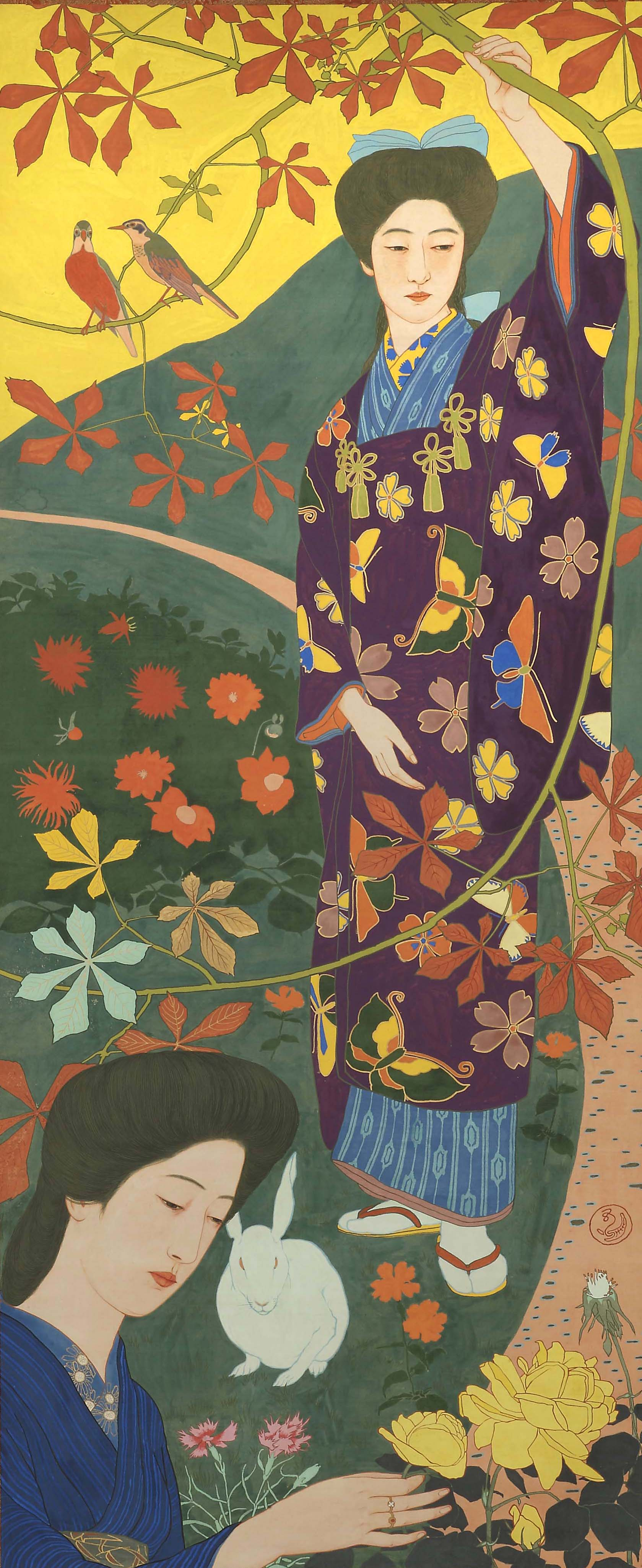
«Жёлтая роза», 1912 год
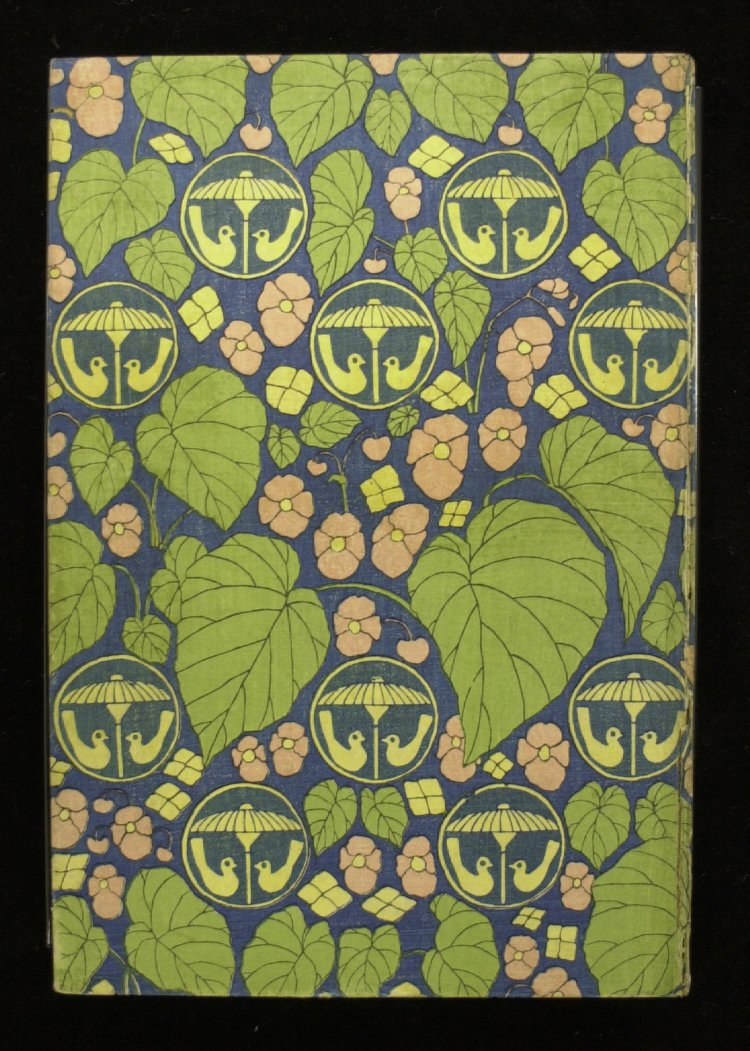
Обложка книги, 1914 год
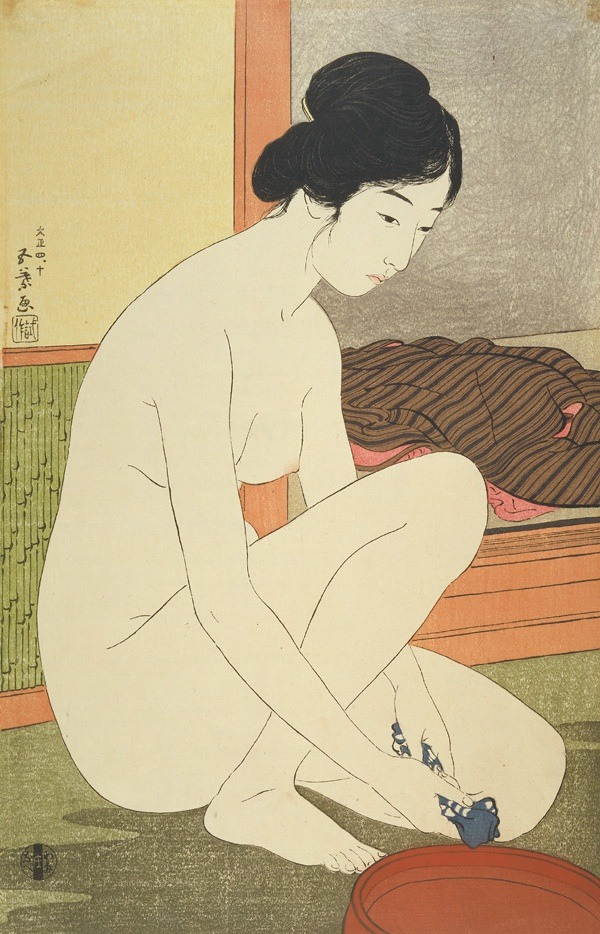
«Купание», 1915 год

## Последние годы жизни и наследие
В конце 1920 года скрытые проблемы со здоровьем переросли у Гоё в менингит. Последней работой, созданной под его руководством со смертного одра, стала «Отель Горячего Источника», которую он уже не смог закончить лично: в феврале 1921 года художник умер от болезни.
После Гоё остались несколько неизданных эскизов, на основе которых его старший брат и племянник позже создали ещё семь гравюр. Резьба и печать были поручены Маэде Кэнтаро и Хираи Коити.
Гравюры Гоё отличаются высочайшим качеством. При первой публикации они вышли крошечным тиражом менее 80 экземппляров и были выставлены по очень высоким ценам, тем не менее, хорошо продавались. Промежуток времени, отведённый для его самостоятельного творчества оказался трагически коротким. За исключением своей первой гравюры, опубликованной Ватанабэ, Гоё все свои шедевры создал в течение двух лет.
Печатные формы четырнадцати гравюр и много отпечатков были утрачены во время великого землетрясения Канто 1923 года. Тем не менее, восстановлены копии, подобные оригиналам, и оттиски, которые в настоящее время продаются коллекционерам и ценителям. Большинство современных оттисков отмечены небольшими уплотнениями на крайней стороне, чего нет на оригинальных экземплярах. Спустя много лет после смерти Гоё, его брат использовал оставшиеся рисунки Гоё в качестве основы для ещё десяти гравюр. Они были выполнены по тем же стандартам, что и прежние произведения и также в ограниченном количестве. Печатью руководил племянник Гоё, Хасигути Ясуо. Сегодня работы Гоё являются одними из наиболее ценимых оттисков син-ханги.

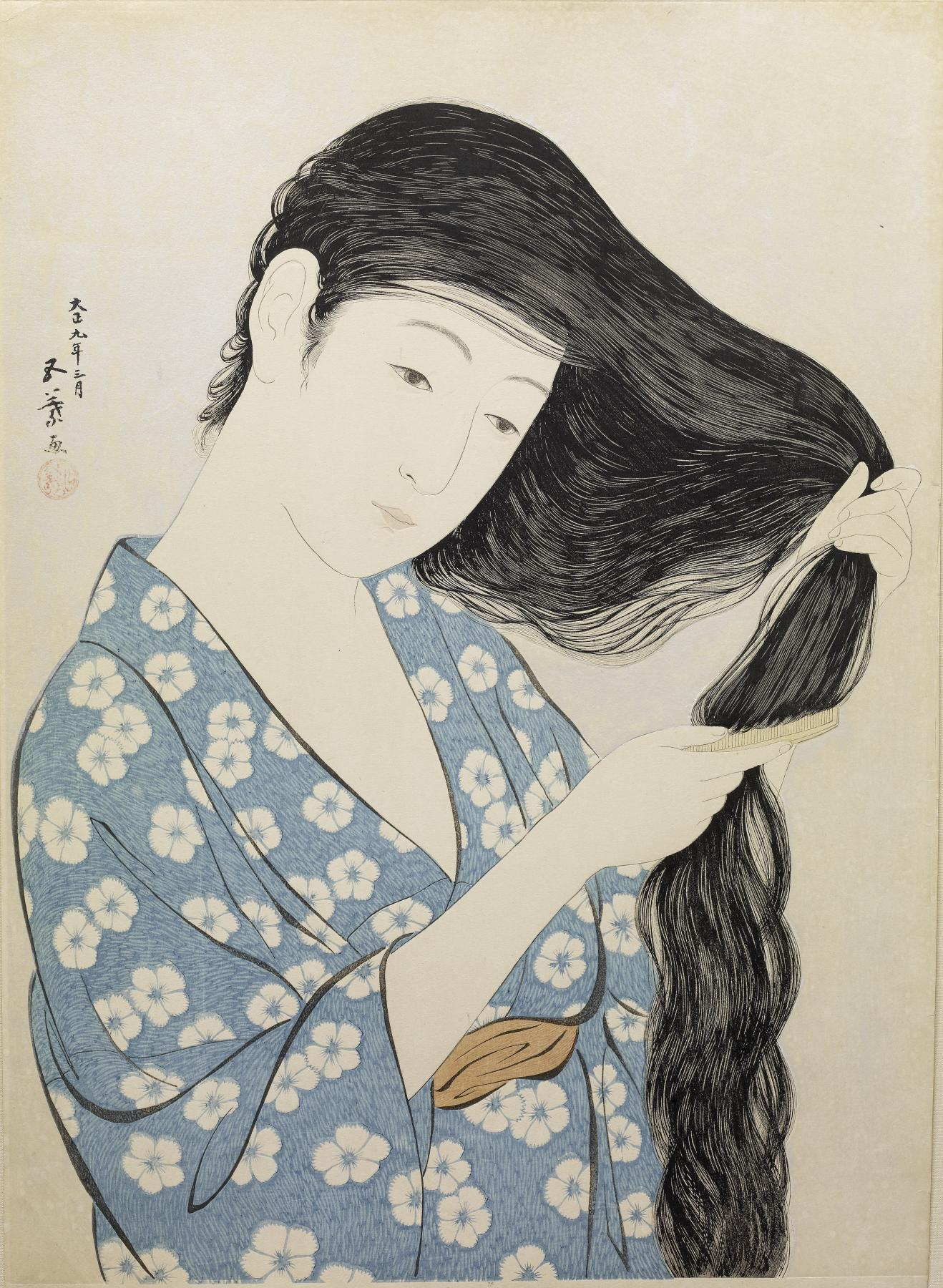
Камисуки (Расчесывание волос), 1920 год
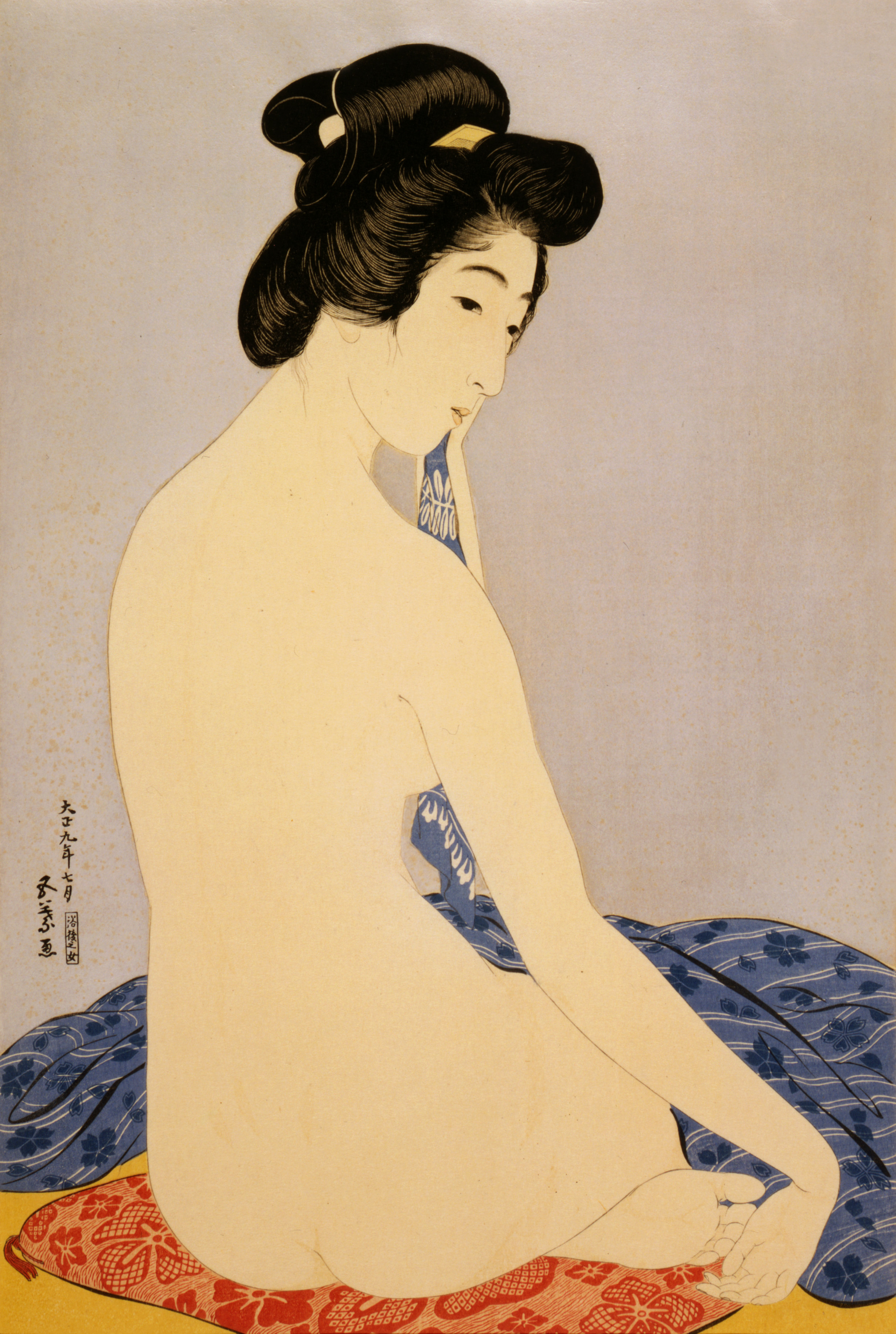
«Женщина после ванны», 1920 год
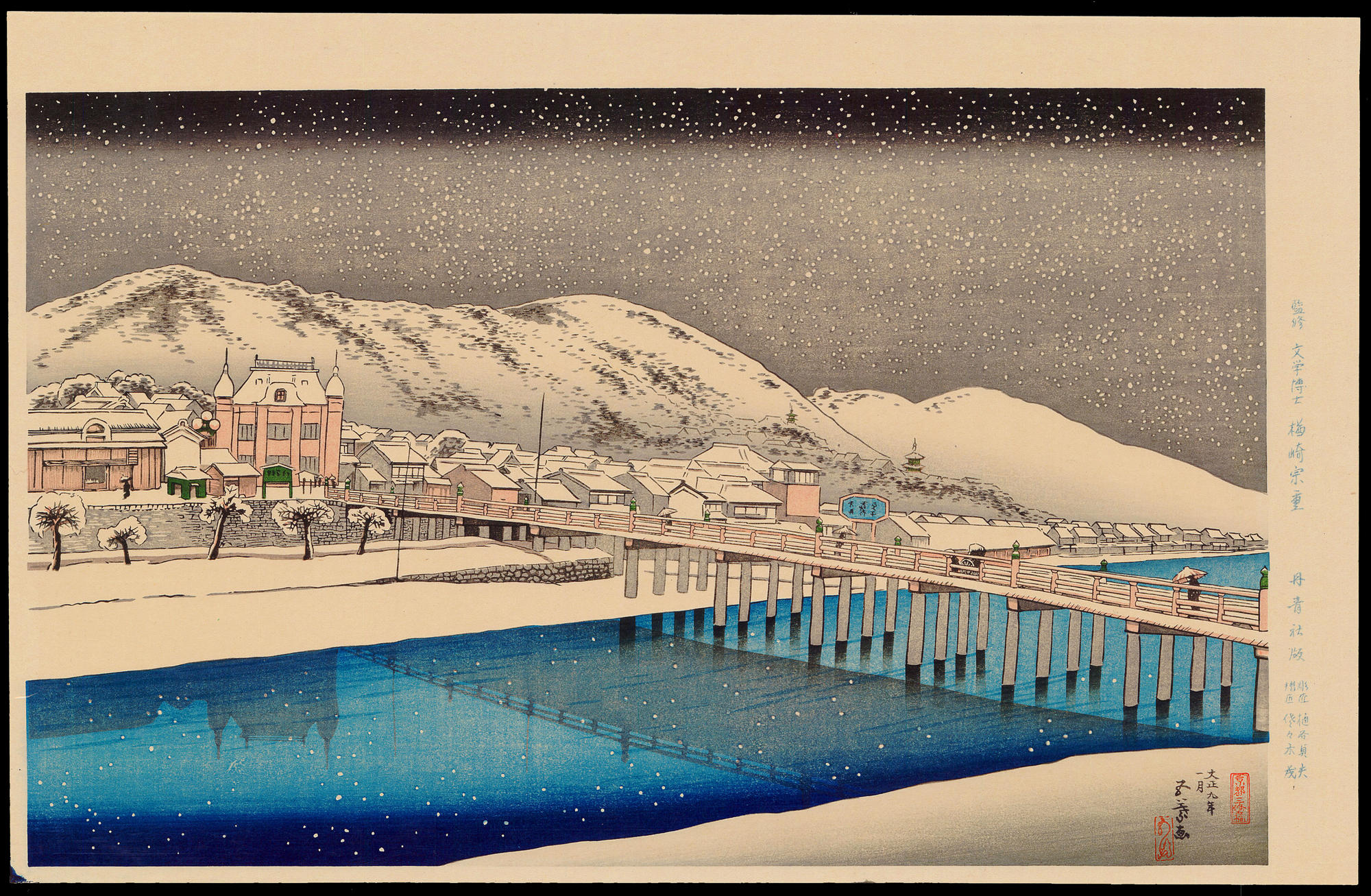
Зимний пейзаж («Мост Сандзё в Киото»), 1920 год
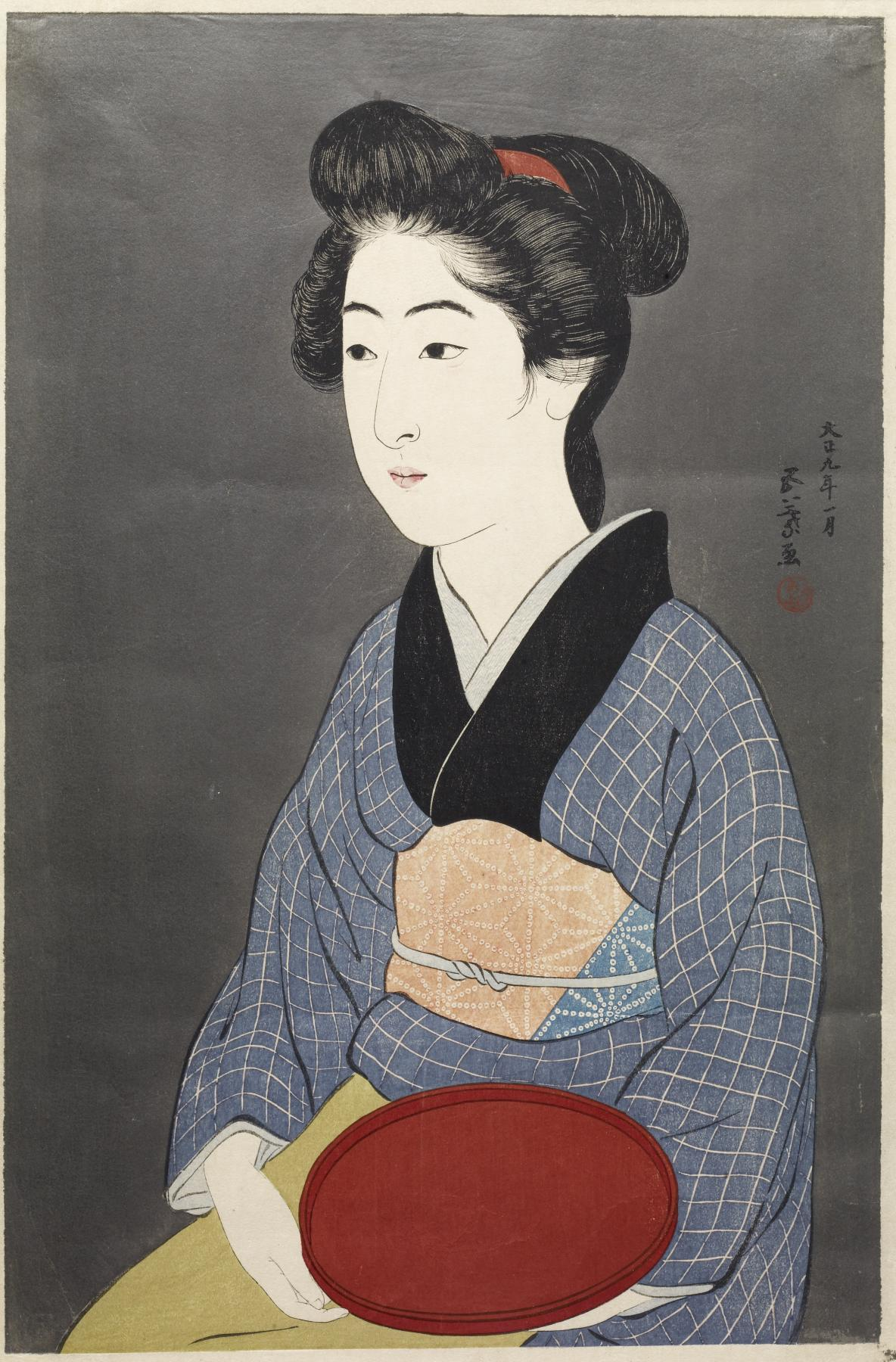
Официантка с красным подносом, 1920 год
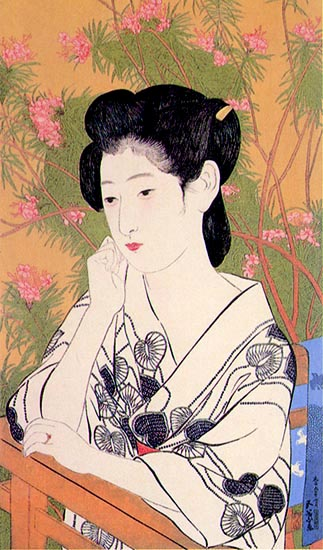
«Отель Горячего Источника», 1921 год